# リバティー (技術調査艦)
| USS Liberty (AGTR-5) |                                                             |
| 艦歴                 |                                                             |
| 発注:                |                                                             |
| 起工:                | 1945年2月23日                                               |
| 進水:                |                                                             |
| 就役:                | 1964年4月1日                                                |
| 退役:                | 1968年6月28日                                               |
| その後:              | 1973年スクラップとして売却される                            |
| 除籍:                | 1968年6月28日                                               |
| 性能諸元             |                                                             |
| 排水量:              | 7,725トン                                                   |
| 全長:                | 139 m (455 ft)                                              |
| 全幅:                | 18.9 m (62 ft)                                              |
| 吃水:                | 7 m (23 ft)                                                 |
| 機関:                | ウエスティングハウス蒸気タービン 1軸推進、8,500馬力(6.3 MW) |
| 速度:                | 17.5 ノット (30 km/h) 緊急時の最大速：21ノット              |
| 航続距離:            | 12,500 海里 （12ノット時）                                  |
| 兵員:                | 士官、兵員358名                                             |
| 兵装:                | 50口径機銃4基                                               |

リバティー(USS Liberty, AG-168/AGTR-5)は、アメリカ海軍の技術調査艦。ベルモント級技術調査艦の2番艦。1967年6月8日に発生したリバティー号事件で、イスラエル軍の攻撃を受け大きく損傷した。

## 艦歴
艦は「シモンズ・ヴィクトリー(Simmons Victory)」の船名で海事委任契約下、オレゴン州ポートランドのオレゴン造船株式会社で1945年2月23日起工する。1945年5月4日に海事委員会に引き渡され、カリフォルニア州サンフランシスコのパシフィック・ファー・イースト・ラインのチャーター船となる。「シモンズ・ヴィクトリー」は1958年まで商用利用され、その後海事管理局に返還されるとワシントン州オリンピアの国防予備役艦隊入りする。
1963年2月に海軍は「シモンズ・ヴィクトリー」を入手し、ポートランドのウィラメット鉄鋼所で補助艦艇に改修する。6月8日に「リバティー」と改名され、船体番号 AG-168 が与えられた。1964年4月1日に AGTR-5（技術調査艦）に艦種変更され、12月にワシントン州ブレマートンのピュージェット・サウンド海軍造船所で就役した。
1965年2月に「リバティー」は西海岸からバージニア州ノーフォークに向けて出航する。ノーフォークで「リバティー」は国家安全保障局の電波情報収集任務のため月面反射通信等の設備が装備され、その費用は20,000,000ドルが費やされた。
6月に「リバティー」はアフリカの西海岸沖合の海域に最初の配備が行われた。続く二年間にわたっていくつかの作戦活動に従事し、1967年に地中海に配備される。イスラエルとアラブ諸国との間で行われた第三次中東戦争の間に、「リバティー」は地中海東部で電子情報を収集した。
1967年6月8日の午後、「リバティー」はシナイ半島沖の公海上でイスラエル軍の攻撃を受ける（リバティー号事件）。イスラエル空軍機と海軍の魚雷艇による攻撃の結果、乗組員34名が死亡し173名が負傷した。また、「リバティー」は船体に50フィートの穴が開き、竜骨部分を大きく損傷した。乗組員による懸命なダメージ・コントロールで、「リバティー」は自力で現場海域を離脱した。その後、第6艦隊の艦艇による護衛の下マルタ島のバレッタに移動し、応急修理が行われた。修理の完了後、「リバティー」は1967年7月27日に帰国する。「リバティー」は1968年6月28日に退役、同日除籍された。その後ノーフォークの大西洋予備役艦隊で保管され、1970年12月に海事管理局に処分のため移管される。「リバティー」は1973年にメリーランド州ボルティモアのボストン・メタル社にスクラップとして売却された。
「リバティー」は大統領部隊感状（殊勲部隊章）を受章し、艦長のウィリアム・マクゴナグル中佐は名誉勲章を受章した。